# Kỷ Văn công
Kỷ Văn công (chữ Hán: 杞文公; trị vì: 549 TCN-536 TCN), tên là Tự Ích Cô, là vị vua thứ 13 của nước Kỷ - chư hầu nhà Chu trong lịch sử Trung Quốc.
Ông là con thứ của Kỷ Hoàn công và em của Kỷ Hiếu công – vua thứ 11 và 12 nước Kỷ. Năm 550 TCN, Kỷ Hiếu công mất, ông lên nối ngôi vua.
Năm 544 TCN, Kỷ Văn công dời đô từ Duyên Lăng tới Thuần Vu. Nước Kỷ dời đô lần thứ 5 sau 100 năm ở Duyên Lăng, do bị các nước xung quanh uy hiếp.
Năm 536 TCN, ông mất, làm vua tất cả 14 năm. Em ông là Kỷ Bình công lên nối ngôi vua.